# Verein zur Förderung und Erforschung der Antifaschistischen Literatur
Der Verein zur Förderung und Erforschung der Antifaschistischen Literatur, 1983 in Wien gegründet, hat es sich zur Aufgabe gemacht, die Verbreitung und Erforschung der oft vergessenen Literatur des Exils und des Widerstandes aus Österreich zu fördern. Die ersten Schriftsteller, über die gearbeitet wurde, waren Jura Soyfer, Berthold Viertel, Theodor Kramer, Else Feldmann. Viele der Autoren wurden in der Buchreihe Antifaschistische Literatur und Exilliteratur – Studien und Texte herausgegeben.

## Geschichte
Der Verein entstand aus dem seit 1979 existierenden und von Konstantin Kaiser begründeten Arbeitskreis Antifaschistische Literatur. Dem Arbeitskreis gehörten auch Siglinde Bolbecher, Herbert Staud, Gerhard Scheit, Peter Roessler, Erna Wipplinger, Angelika Sternegg, Harald Sattek und andere an. Man organisierte Veranstaltungen zum Thema Exilliteratur, bei denen im Begleitprogramm oft die Band Schmetterlinge auftrat.
Der Verein wurde am 24. März 1983 mit der Wanderausstellung Theodor Kramer 1897–1958. Dichter im Exil tätig, die der damalige Bundeskanzler Bruno Kreisky im Dokumentationsarchiv des österreichischen Widerstandes eröffnet hat.
Es folgten 1985 die Ausstellung Kabarett und Satire im Widerstand 1933–1945 und 1988 Viertels Welt. Der Lyriker, Essayist, Regisseur Berthold Viertel im Österreichischen Theatermuseum.
Der Verein organisiert etliche größere und kleinere Symposien mit. 2001 führte er zum Beispiel in Zusammenarbeit mit dem Österreichischen P.E.N.-Club, mit der Aktion gegen den Antisemitismus in Österreich und der Theodor-Kramer-Gesellschaft eine Tagung mit dem Ziel eines besseren Überblicks über Forschungsarbeiten zum Exil in Österreich und den aktuellen Forschungsstand durch.
Im November 2014 war der Verein federführend an der Organisation der Internationalen Tagung Die Zerstörung der Arbeiterkultur durch Faschismus und Nationalsozialismus (in memoriam Herbert Exenberger)  beteiligt. Im Vorfeld der Tagung wurde auf Initiative des Vereins der Bestand der Sammlung Herbert Exenbergers zur Vereinigung sozialistischer Schriftsteller EDV-mäßig und archivalisch aufgearbeitet. Die Sammlung umfasst Materialien zu ca. 50 Schriftstellern, darunter David Josef Bach, Fritz Brügel, Else Feldmann, Oskar Maria Graf, Adele Jellinek, Theodor Kramer, Käthe Leichter. Verzeichnisse und Dokumente sind im Internet frei zugänglich.

## Antifaschistische Literatur und Exilliteratur
Seit 1988 konzentriert sich die Aktivität des Vereins auf die Buchreihe Antifaschistische Literatur und Exilliteratur – Studien und Texte. 23 Bände sind bisher erschienen, im Verlag für Gesellschaftskritik, Döcker Verlag, Deuticke Verlag, Mandelbaum Verlag und im Verlag der Theodor-Kramer-Gesellschaft. Der Verein fungiert bei den Publikationen jeweils als Herausgeber oder Mitherausgeber.

## Werke in der Reihe Antifaschistische Literatur und Exilliteratur
- Gerhard Scheit: Theater und revolutionärer Humanismus. Eine Studie zu Jura Soyfer. Mit einem Nachwort von Primus-Heinz Kucher (Band 1), Verlag für Gesellschaftskritik, Wien 1988, ISBN 3-900351-98-8.
- Berthold Viertel: Die Überwindung des Übermenschen. Exilschriften. Hrsg. Konstantin Kaiser und Peter Roessler. Mit Glossar, Nachwort und Personenregister (Band 2), Verlag für Gesellschaftskritik, Wien 1989, ISBN 3-85115-104-6.
- Frederick Brainin: Das siebte Wien. Gedichte, mit einem Nachwort von Jörg Thunecke (Band 3), Verlag für Gesellschaftskritik, Wien 1990, ISBN 3-85115-112-7.
- Jura Soyfer: Sturmzeit: Briefe 1931–1939. Hrsg. von Horst Jarka (Band 5), Verlag für Gesellschaftskritik, Wien 1991, ISBN 3-85115-140-2.
- Berthold Viertel: Kindheit eines Cherub. Autobiographische Fragmente. Hrsg. von Siglinde Bolbecher und Konstantin Kaiser. Mit Glossar, Nachwort und Personenregister (Band 4), Verlag für Gesellschaftskritik, Wien 1991, ISBN 3-85115-125-9.
- Stella Rotenberg: Scherben sind endlicher Hort: ausgewählte Lyrik und Prosa, Hrsg. von Primus-Heinz Kucher und Armin A. Wallas. Mit Illustrationen von Yehuda Bacon (Band 6), Verlag für Gesellschaftskritik, Wien 1991, ISBN 3-85115-147-X.
- Felix Pollak: Lebenszeichen. Aphorismen und Marginalien. Hrsg. Reinhold Grimm und Sara Pollak (Band 8), Verlag für Gesellschaftskritik, Wien 1992, ISBN 3-85115-167-4.
- Else Feldmann: Löwenzahn. Roman. Hrsg. Adolf Opel und Marino Valdez. Nachwort von Adolf Opel. Bildbeigaben von Carry Hauser (Band 10), Verlag für Gesellschaftskritik, Wien 1993, ISBN 3-85115-166-6.
- Leo Katz: Brennende Dörfer. Roman. Mit einem Nachwort vom Konstantin Kaiser (Band 7), Verlag für Gesellschaftskritik, Wien 1993, ISBN 3-85115-166-6.
- Berthold Viertel: Das graue Tuch. Gedichte. Hrsg. Konstantin Kaiser und mit einem Nachwort von Eberhard Frey (Band 9), Verlag für Gesellschaftskritik, Wien 1994, ISBN 3-85115-174-7.
- Friedrich Achberger: Fluchtpunkt 1938 : Essays zur österreichischen Literatur zwischen 1918 und 1938. Hrsg. von Gerhard Scheit. Mit einem Vorwort von Wendelin Schmidt-Dengler (Band 12), Verlag für Gesellschaftskritik, Wien 1994, ISBN 3-85115-190-9.
- Robert Lucas: Briefe des Gefreiten Hirnschal. BBC – Radio – Satiren 1940–1945. Hrsg. und mit einem Nachwort von Uwe Naumann (Band 11), Verlag für Gesellschaftskritik, Wien 1994, ISBN 3-85115-186-0.
- Walter Pass, Gerhard Scheit, Wilhelm Svoboda (Hrsg.): Orpheus im Exil. Die Vertreibung der österreichischen Musik von 1938 bis 1945. (Band 13), Verlag für Gesellschaftskritik, Wien 1995, ISBN 3-85115-200-X.
- Ray Eichenbaum: Romeks Odyssee : Jugend im Holocaust. Mit einem Nachwort von Herbert Kolmer. Aus dem Amerikanischen übersetzt von Herbert Kolmer und Vladimir Vertlib. Mit Zeichnungen von Thomas Nemec (Band 14), Verlag für Gesellschaftskritik, Wien 1996, ISBN 3-85115-212-3.
- Alfredo Bauer: Hexenprozess in Tucumán und andere Chroniken aus der neuen Welt, Hrsg., mit einer Vorrede und einer Zeittafel versehen von Erich Hackl (Band 18), Verlag für Gesellschaftskritik, Wien 1996, ISBN 3-85115-230-1.
- Bil Spira: Die Legende vom Zeichner. Wien – Vernet – Groß-Rosen – Paris. Hrsg. Konstantin Kaiser in Zusammenarbeit mit Vladimir Vertlib. Mit Zeichnungen des Verfassers (Band 17), Döcker Verlag, Wien 1997, ISBN 3-85115-225-5.
- Siglinde Bolbecher, Konstantin Kaiser (Hrsg.): Lexikon der österreichischen Exilliteratur. unter Mitarbeit von Evelyn Adunka, Nina Jacke, Ulrike Oedl (Band 15), Deuticke Verlag, Wien 2000, ISBN 3-216-30548-1.
- Herbert Exenberger: Als stünd’ die Welt in Flammen. Eine Anthologie ermordeter sozialistischer SchriftstellerInnen (Band 19), Mandelbaum, Wien 2000, ISBN 3-85476-037-X.
- Stefan Pollatschek: Doktor Ascher und seine Väter. Historischer Roman (Band 20), Mandelbaum Verlag, Wien 2004, ISBN 3-85476-129-5.
- Konstantin Kaiser, Miguel Herz-Kestranek, Daniela Strigl (Hrsg.): In welcher Sprache träumen Sie?. Österreichische Exillyrik. Anthologie (Band 21), Verlag der Theodor Kramer Gesellschaft, Wien 2007, ISBN 978-3-901602-25-2.
- Alfredo Bauer: Die Vorgänger. Romanzyklus. Hrsg. & Nachwort Monika Tschuggnall (Band 22), Verlag der Theodor Kramer Gesellschaft, Wien 2012, ISBN 978-3-901602-46-7.
- Ulrich Becher: „Ich lebe in der Apokalypse“. Briefe an die Eltern. Hrsg. + Einleitung Martin Roda Becher in Zusammenarbeit mit Marina Sommer und Dieter Häner, (Band 23) Verlag der Theodor Kramer Gesellschaft, Wien 2012, ISBN 978-3-901602-39-9.
- Manfred Wieninger: Die Banalität des Guten. Feldwebel Anton Schmid (Band 24), Verlag der Theodor Kramer Gesellschaft, Wien 2014, ISBN 978-3-901602-56-6.
- Claudia Maurer Zenck: Verfolgungsgrund: „Zigeuner“. Unbekannte Musiker und ihr Schicksal im „Dritten Reich“ (Band 25), Verlag der Theodor Kramer Gesellschaft, Wien 2016, ISBN 978-3-901602-65-8.
- Elisabeth Freundlich: Die Ermordung einer Stadt namens Stanislau. NS-Vernichtungspolitik in Polen 1939–1945 (Band 26), Verlag der Theodor Kramer Gesellschaft, Wien 2016, ISBN 978-3-901602-66-5.
- Bruno Schernhammer: Und alle winkten. Im Schatten der Autobahn (Band 27) Wien: Verlag der Theodor Kramer Gesellschaft 2018, ISBN 978-3-901602-74-0.
- Georg Tidl, Marie Tidl: Frieden Freiheit Frauenrechte! Leben und Werk der österreichischen Schriftstellerin Marie Tidl 1916–1995 (Band 28) Wien: Verlag der Theodor Kramer Gesellschaft 2018, ISBN 978-3-901602-81-8.
- Walter Grünzweig, Ute Gerhard, Hannes Krauss (Hrsg.): Erzählen zum Überleben. Ein Fred Wander Handbuch. (Band 29), Wien: Verlag der Theodor Kramer Gesellschaft 2019, ISBN 978-3-901602-83-2.
- Heinrich Stiehler: „Nacht“. Die rumänische Schoah in Geschichte und Literatur (Band 31), Wien: Verlag der Theodor Kramer Gesellschaft 2019, ISBN 978-3-901602-84-9.
- Rudi Burda: Sandige Leiten, rote Saat. Widerstand im Westen Wiens (Band 32) Wien: Verlag der Theodor Kramer Gesellschaft 2020, ISBN 978-3-901602-91-7.
- Alexander Emanuely: Das Beispiel Colbert. Fin de siècle und Republik (Band 33) Wien: Verlag der Theodor Kramer Gesellschaft 2020, ISBN 978-3-901602-85-6.
- Stefan Pollatschek: Pest. Die Tragödie eines Wiener Arztes (Band 34) Wien: Verlag der Theodor Kramer Gesellschaft 2020, ISBN 978-3-901602-88-7.
- Mark Siegelberg: Schutzhaftjude Nr. 13877 /// Ein Mann namens Brandt. Zwei antifaschistische Zeitromane aus dem Exil und Nachexil. Herausgegeben und mit einem Nachwort versehen von Tomas Sommadossi. (Band 35) Wien: Verlag der Theodor Kramer Gesellschaft 2022, ISBN 978-3-901602-96-2.
- Manfred Wieninger: Wirbel der Zeit. Verfolgung und Widerstand in Niederösterreich. (Band 36), Wien: Verlag der Theodor Kramer Gesellschaft 2023, ISBN 978-3-903522-11-4.

## Vorstand
- Herbert Staud
- Konstantin Kaiser
- Judith Aistleitner